# El Peñón (Bolívar)
El Peñón – miasto w Kolumbii, w departamencie Bolívar.